# Halo (iconografia religiosa)

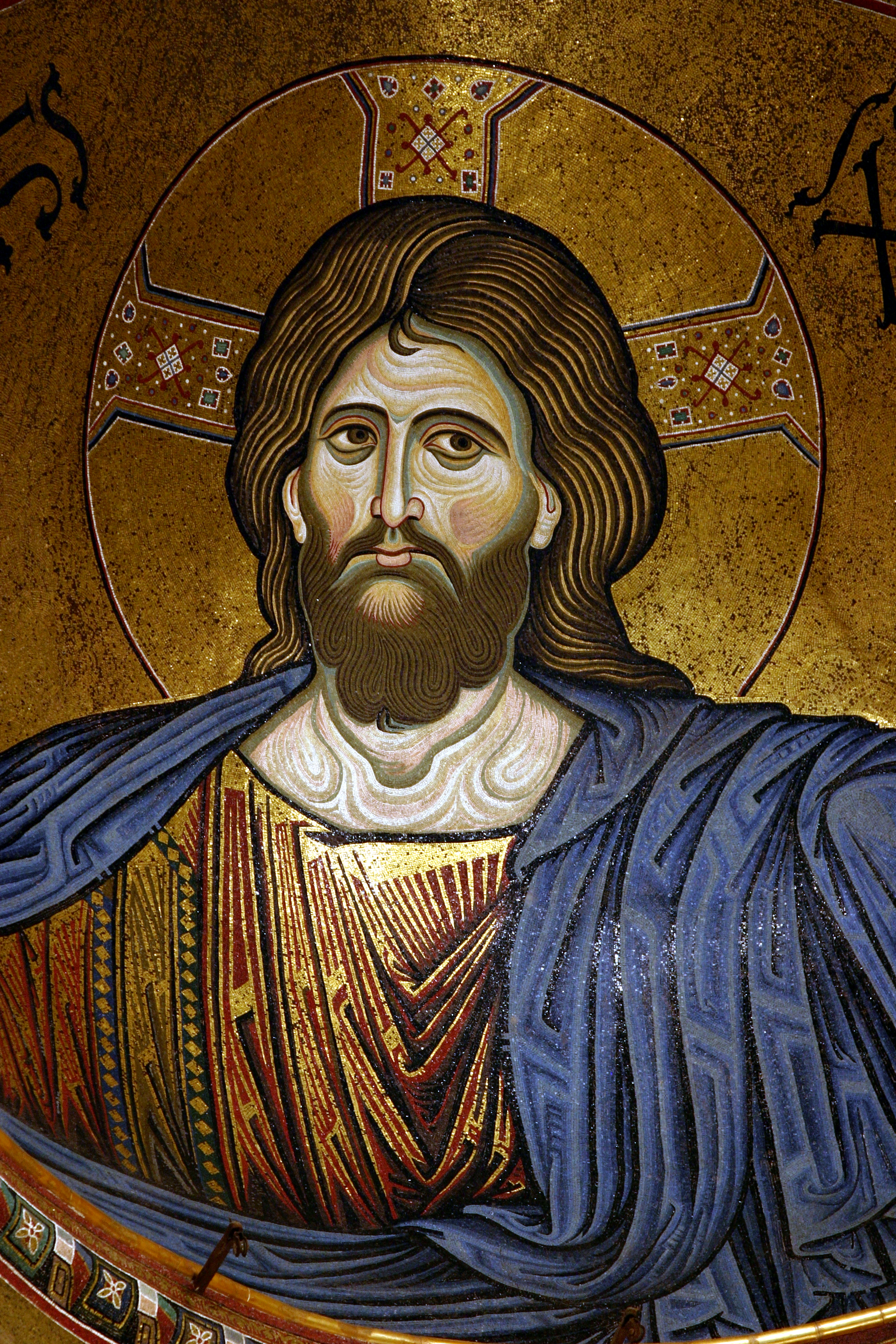
"Cristo Pantocrator", na semicúpula da abside da Catedral de Monreale, na Sicília, com o halo cruciforme à volta da cabeça

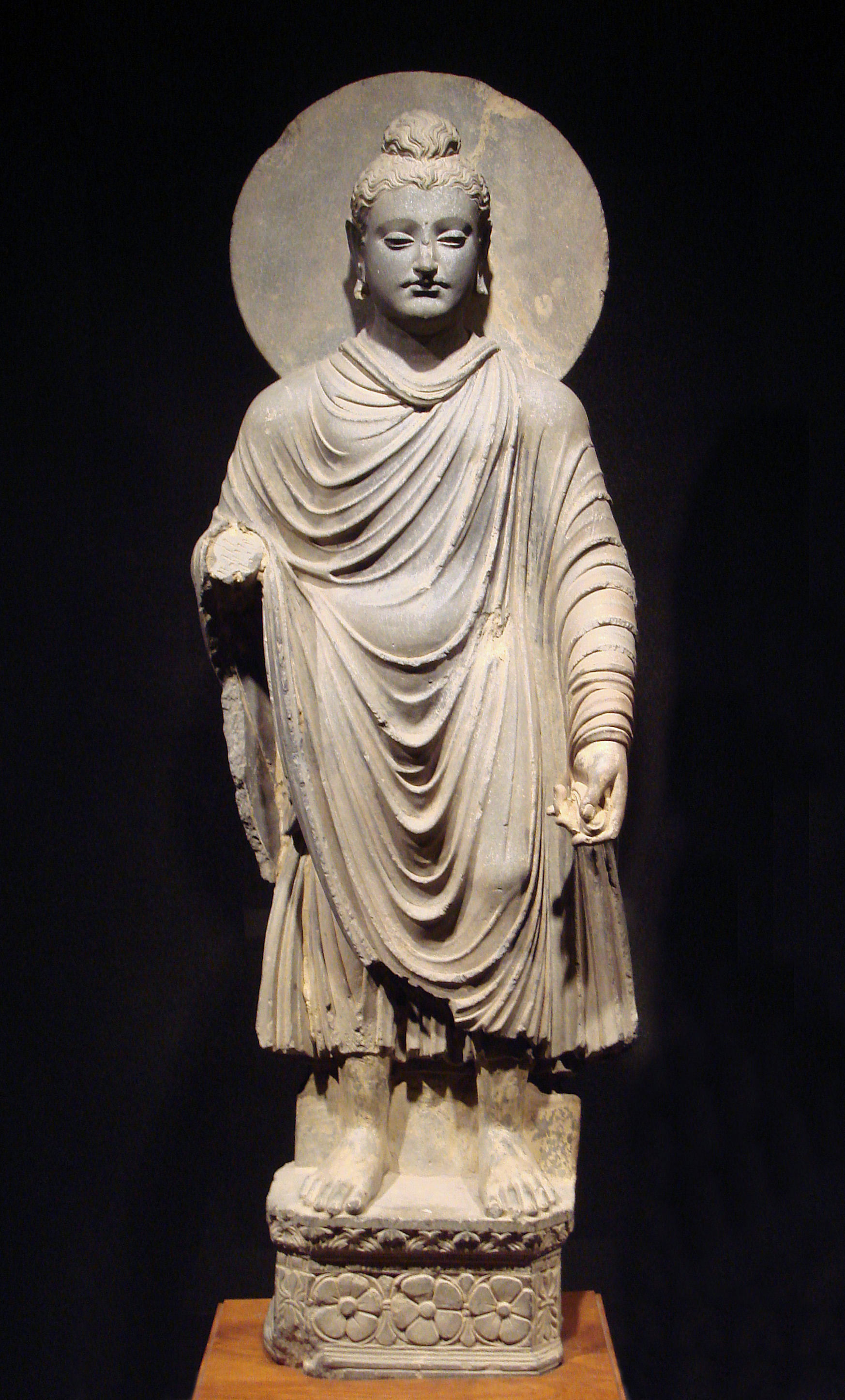
"Buda de pé de Gandara" (século I ou II) no Museu Nacional de Tóquio.

Halo (do grego em grego clássico: ἅλως; romaniz.: halōs), conhecido também como nimbo, auréola ou glória, é um anel de luz que circunda uma pessoa na arte. Ele tem sido utilizado na iconografia de muitas religiões para indicar pessoas sagradas ou santas e, uma honraria estendida, em períodos diversos, também a monarcas ou heróis. Na arte sacra da Grécia Antiga, Roma Antiga, hinduísmo, budismo, islamismo e cristianismo, entre outras religiões, pessoas sagradas podem ser representadas com um halo na forma de um brilho circular ou, na arte asiática, na forma de labaredas, ou ainda à volta do corpo todo, este último tipo sendo geralmente chamado de mandorla. Os halos aparecem em praticamente todas as cores, mas, como representam luz ou chamas, aparecem muito mais frequentemente em dourado, amarelo, branco ou, no caso das chamas, vermelho.

## Grécia Antiga
Homero descreve uma luz sobrenatural à volta da cabeça dos heróis em batalha. Representações de Perseu no ato de assassinar Medusa, com linhas irradiando de sua cabeça, aparece num fundo branco na decoração de uma caixa de toalete exibida no Louvre e num vaso de figuras vermelhas, ligeiramente posterior, no estilo de Polignoto (c. 450-30), no Metropolitan Museum of Art. Em utensílios pintados do sul da Itália, linhas radiantes ou halos simples aparecem nas representações de diversas figuras míticas: Lissa, uma personificação da loucura; uma esfinge; um demônio marítimo; e Tétis, a nereida que era mãe de Aquiles.
Indo mais longe, a literatura religiosa suméria fala frequentemente de um "melan" (emprestado pelo acadiano como melammu), um "fulgor visível, brilhante, que é exalado pelos deuses, heróis, às vezes pelos reis e também pelos templos mais sagrados e emblemas e símbolos dos deuses".

## Arte asiática
O halo e a auréola sempre foram amplamente utilizados na arte indiana, particularmente na iconografia budista, na qual sua presença remonta pelo ao século I — o cuchanos|cuchano "Relicário Bimaram", no Museu Britânico, é de 640 (ou, entre 30 a.C. e 200 d.C.). Os monarcas do Império Cuchana foram talvez os primeiros a se representarem com halos em suas moedas e o nimbo (em latim: nimbus) na arte pode ter sua origem na Ásia central, de onde se espalhou tanto para o ocidente quanto para o oriente. Na arte budista chinesa e japonesa, o halo também tem sido utilizado desde os períodos mais remotos nas representações da imagem do Buda Amitaba e outras. O budismo tibetano usa halos e auréolas de muitos tipos, inspirados nas tradições chinesa e indiana, principalmente nas estátuas e nas pinturas thangka para representar santos, como Milarepa e Padmasambhava, e divindades budistas. Halos de diferentes cores revelam significados específicos: laranja para monges, verde para Buda e outros seres mais elevados (incluindo o imperador Qianlong) e é comum que as imagens tenham tanto o halo na cabeça e outro, circular, para o corpo, os dois geralmente se cruzando perto do pescoço ou da cabeça. Finas linhas de ouro geralmente irradiam, para dentro ou para fora, da borda do halo e, às vezes, um novo halo é formado por estas irradiações.
Na arte asiática, o nimbo é geralmente imaginado como consistindo não apenas de luz, mas também de chamas. Este tipo parece ter aparecido pela primeira vez em bronzes chineses cujos exemplares mais antigos são de 450. A representação destas chamas pode ser bastante formalizada, como nas pequenas chamas regulares da auréola anelar que circunda muitos bronzes chola e outras esculturas clássicas hindus de divindades, ou muito proeminentes, na forma de chamas mais realistas e, às vezes, acompanhadas de fumaça, como as que aparecem subindo atrás de representações budistas tibetanas do "aspecto raivoso" das divindades e as miniaturas persas do período clássico. Este tipo é muito raramente encontrado — e geralmente em escala bem menor — na arte cristã medieval. Às vezes, uma linha fina de chamas se ergue das bordas de um halo circular nos exemplares budistas, geralmente nas pinturas das grutas de Mogao. Nas pinturas tibetanas, as chamas são geralmente representadas sopradas pelo vento, na maior parte das vezes da esquerda para a direita.
Halos são encontrados também na arte islâmica de vários lugares e períodos, especialmente nas miniaturas persas e na arte mogol e otomana, influenciadas pelos persas. Halos em chamas derivados da arte budista circundam anjos e halos similares aparecem geralmente nas representações de Maomé e outras figuras humanas sagradas. Do início do século XVII em diante, halos circulares mais simples aparecem nos retratos dos imperadores mogóis e, depois, dos monarcas de Rajput e Siquim; apesar de muitos precedentes locais mais próximos, historiadores da arte acreditam que os mogóis se inspiraram no motivo da arte religiosa europeia e o utilizaram para expressar a ideia persa do carisma de direito divino, muito mais antiga.

## Galeria - Egito e Ásia

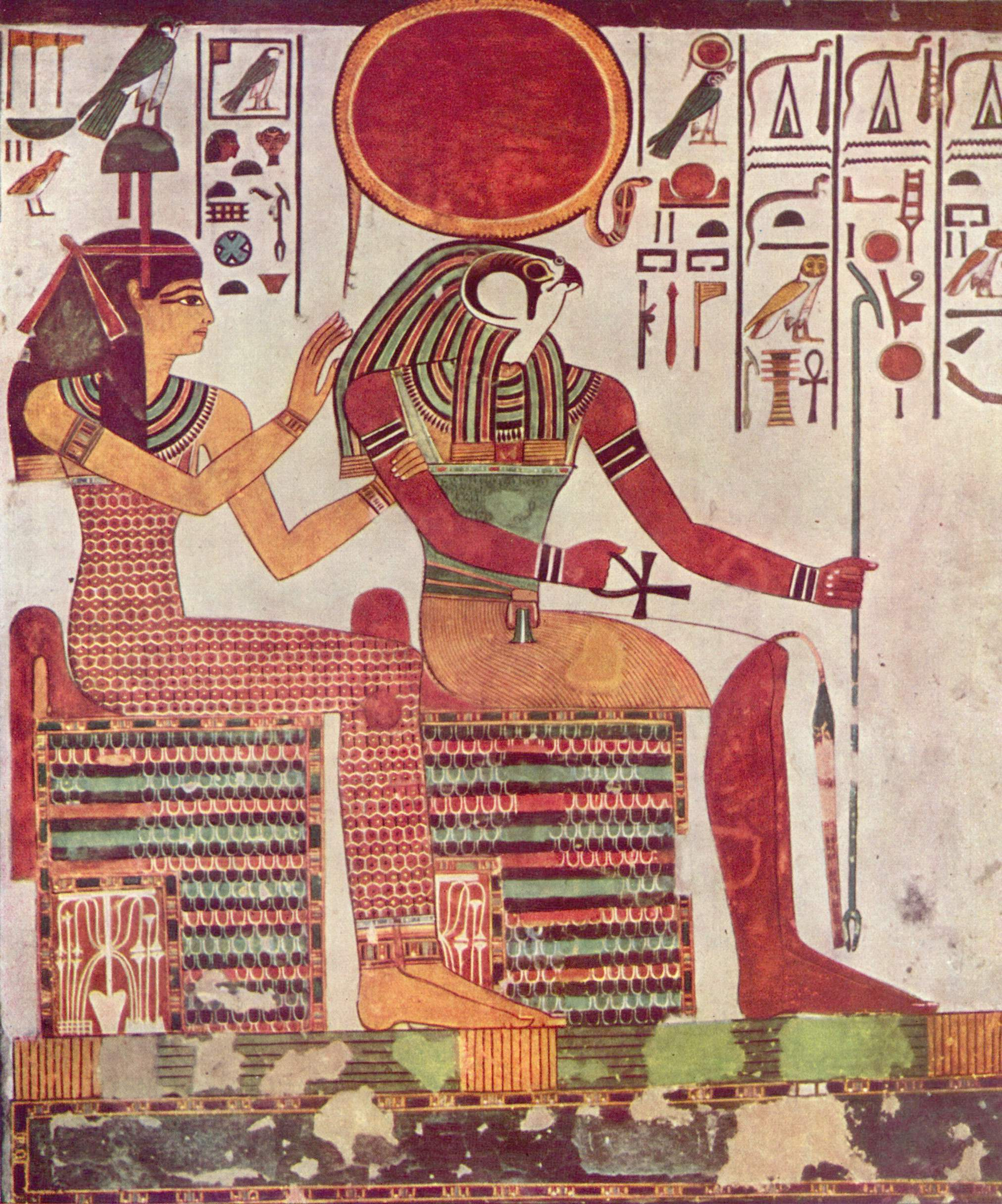
Rá com o disco solar (antes de 1 235 a.C.)
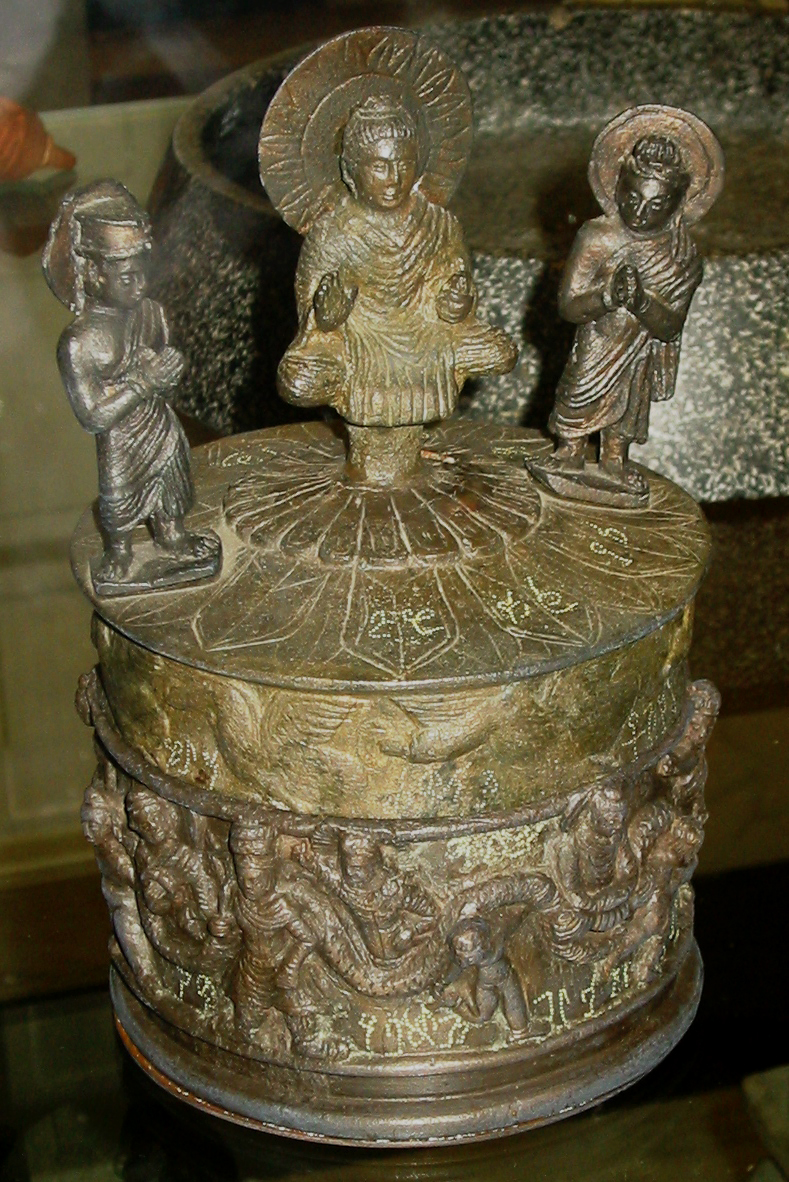
Relicário de Canisca (127 d.C.), cuchano, com Brama, Buda Gautama e Indra.
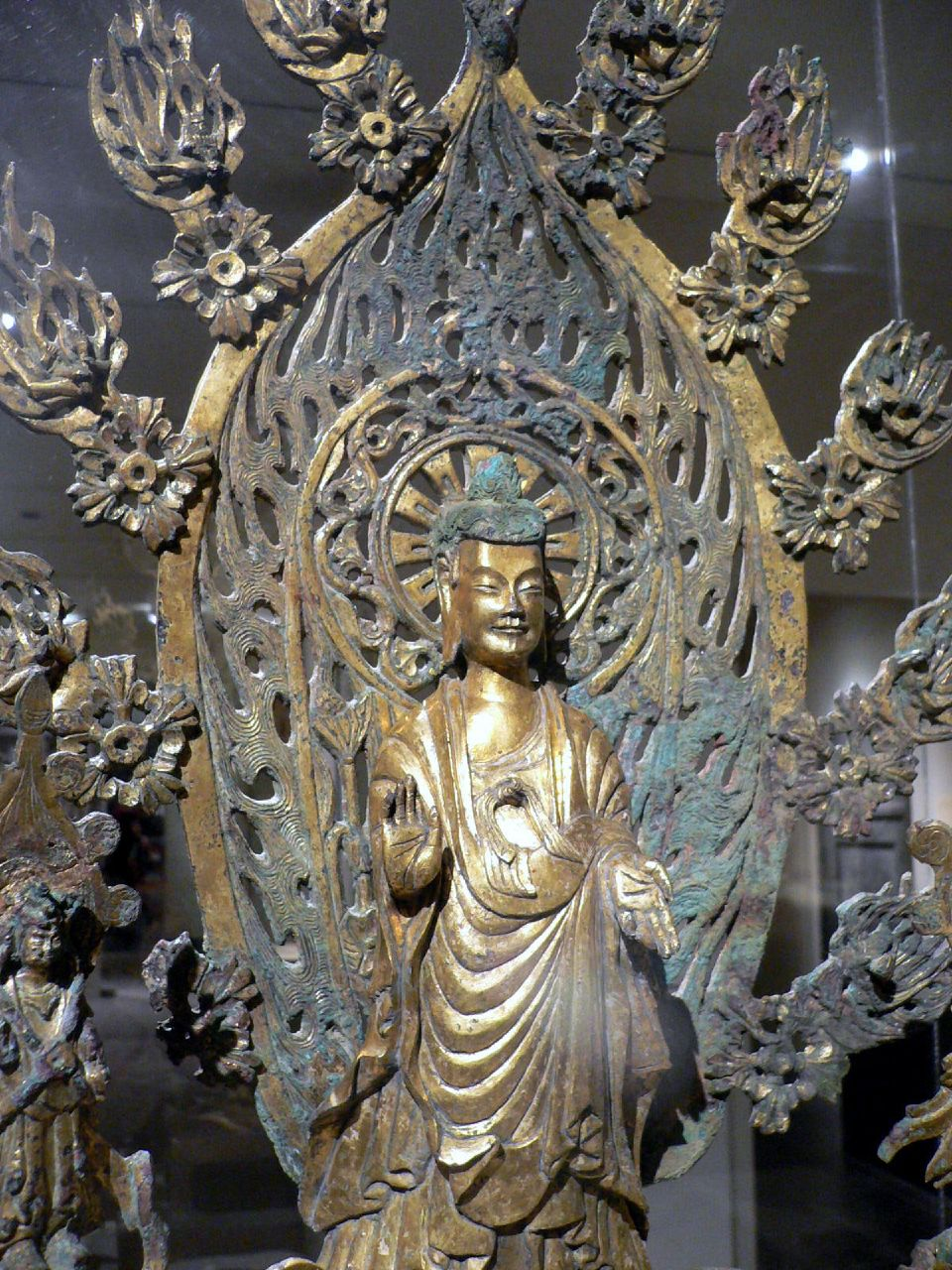
Bronze budista de Wei Setentrional (524), com um ano duplo no interior de uma mandorla de fogo.
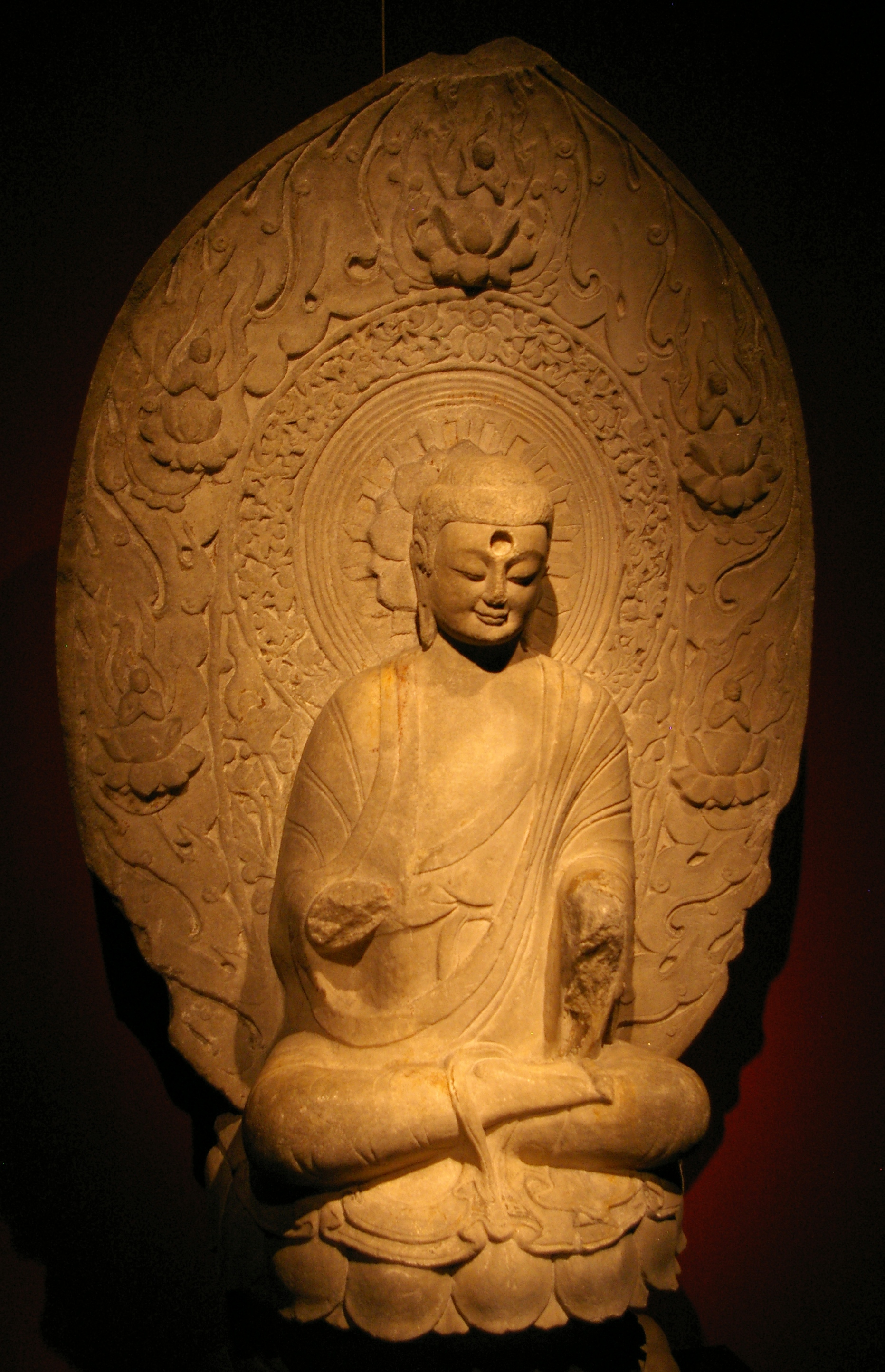
Buda Gautama da dinastia Qi do Norte no Museu de Xangai.
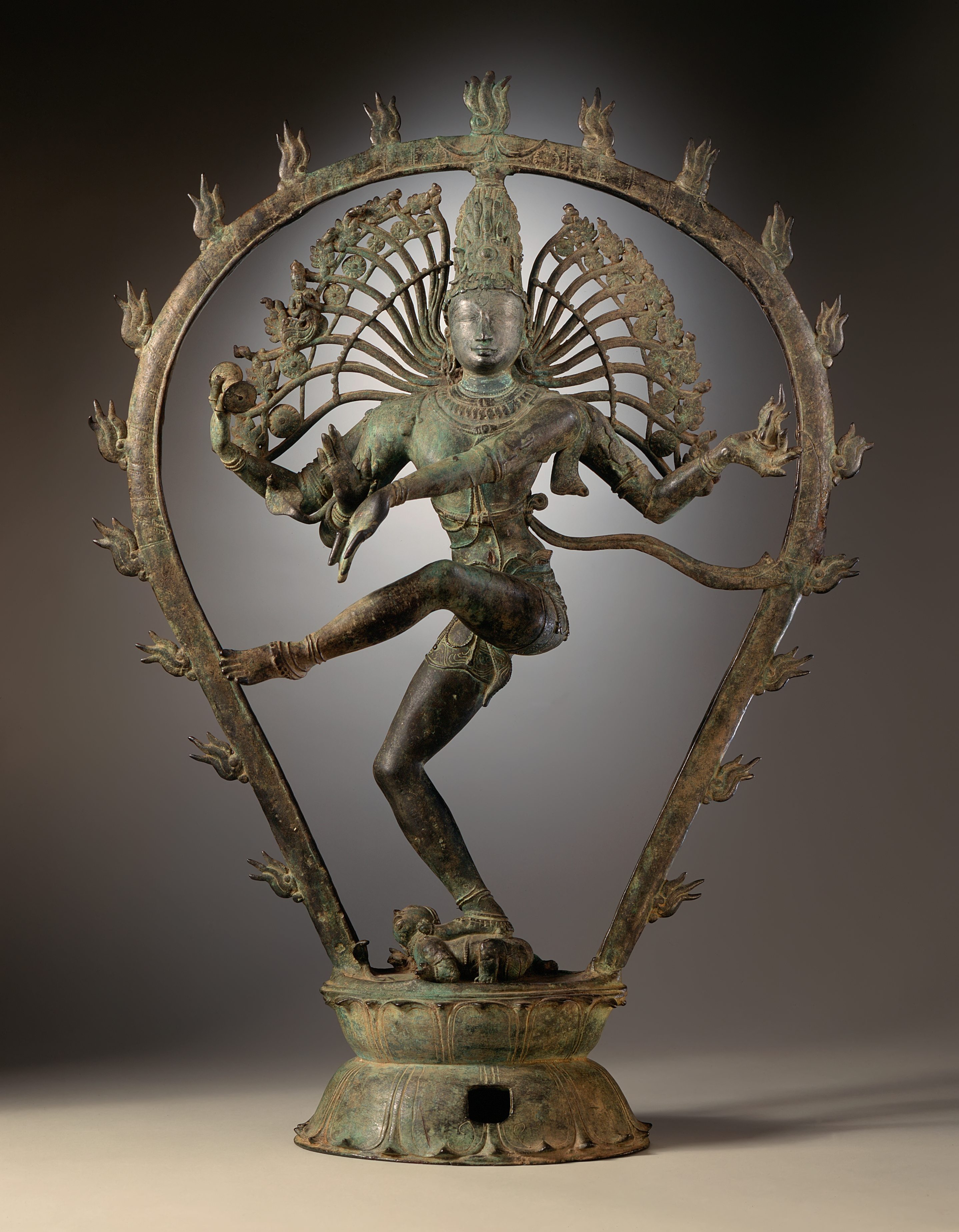
Nataraja chola com uma auréola de chamas (séc. XI).
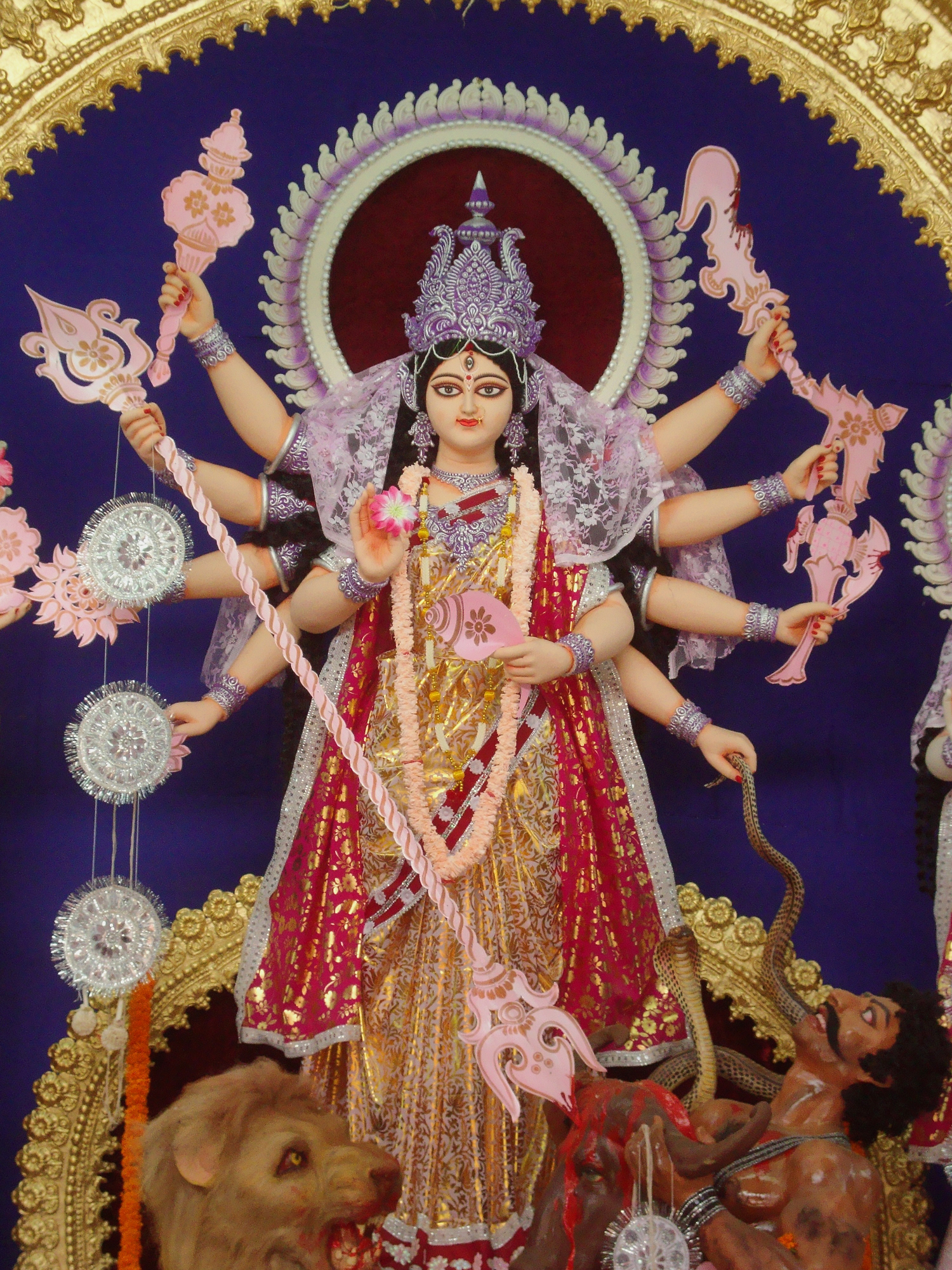
Durga, uma divindade hindu, numa representação moderna.
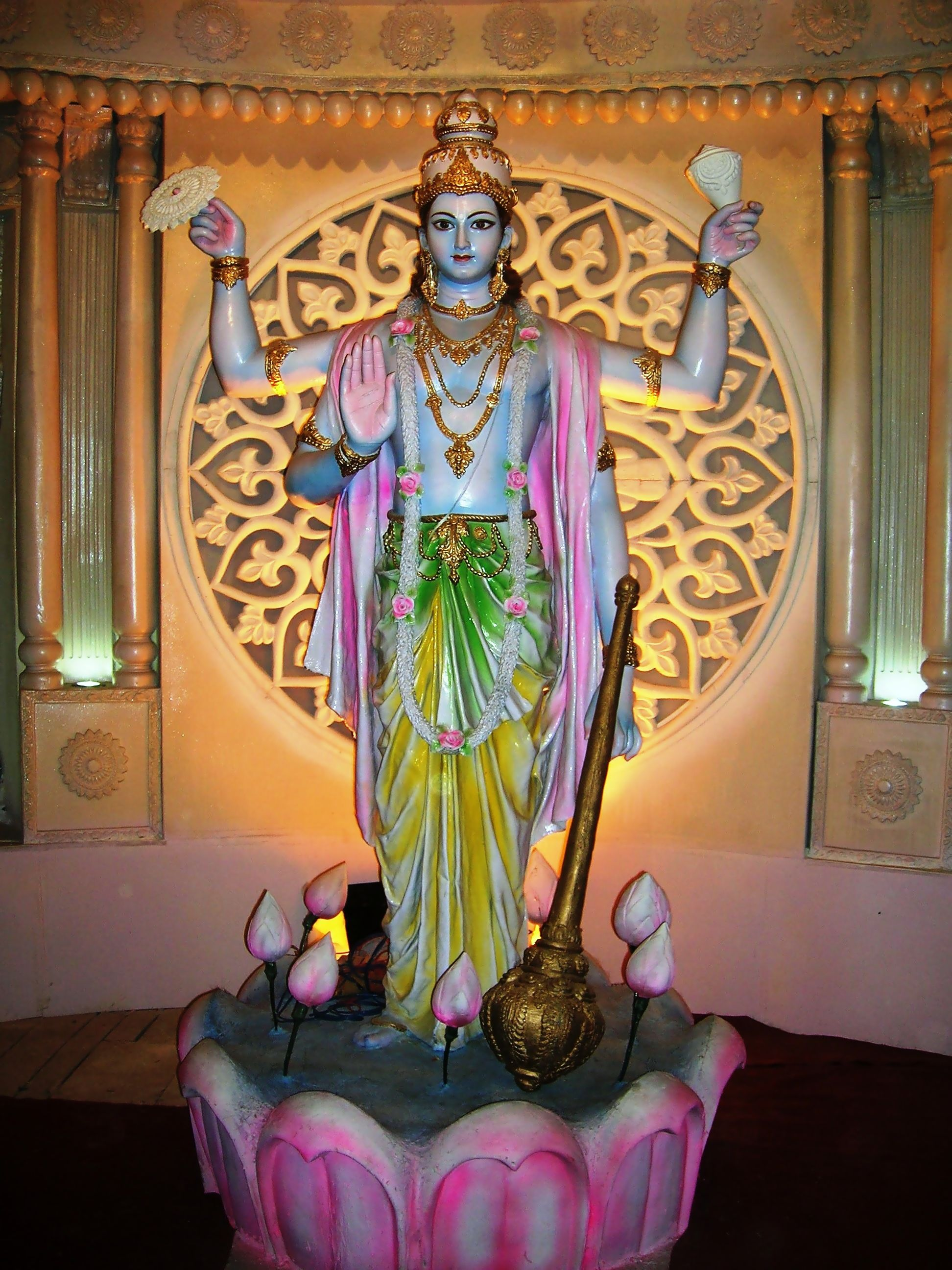
Murti moderno de Vishnu, com um holo criado por relâmpagos.
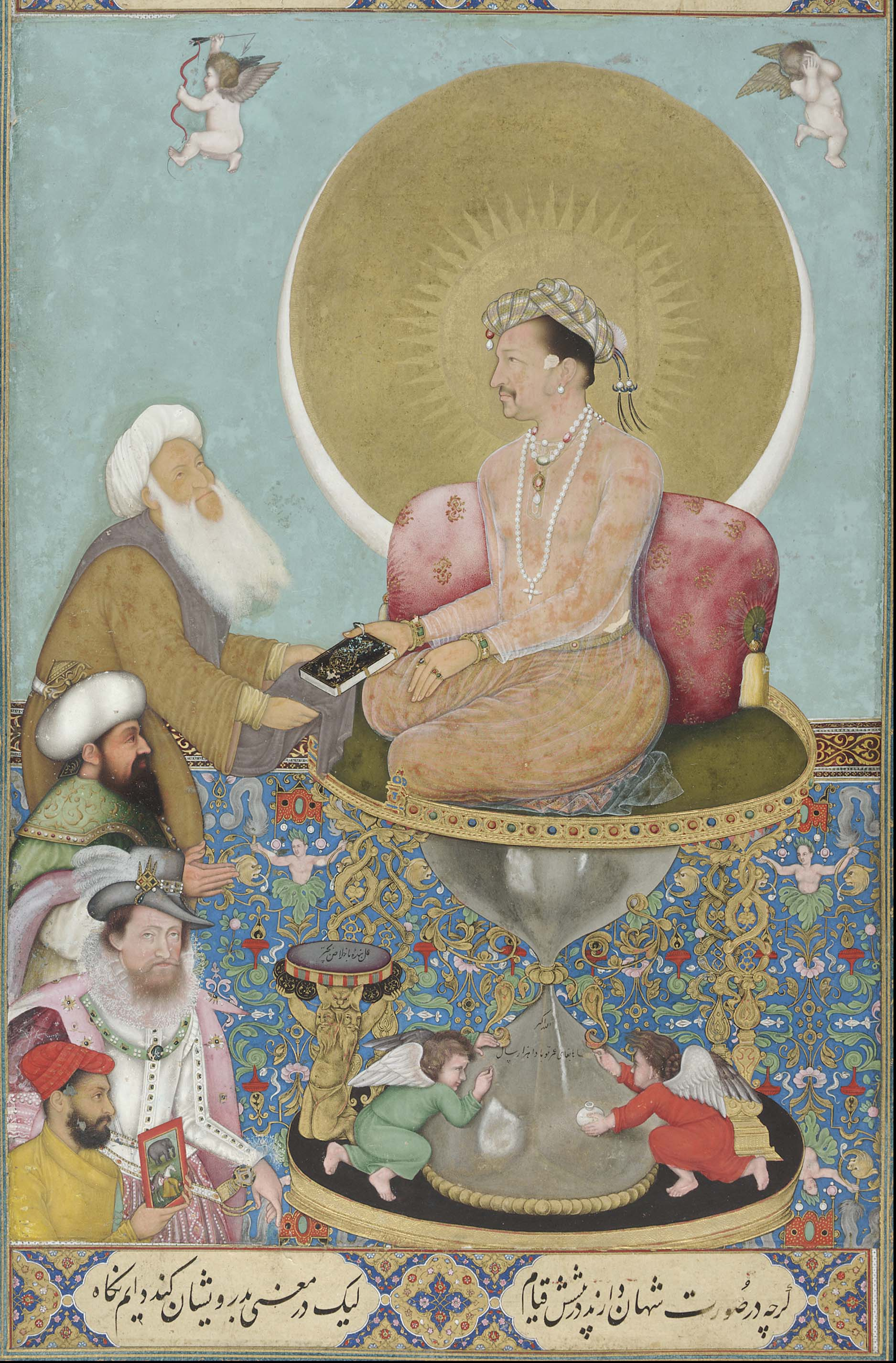
Imperador mogol Jahangir geralmente se fazia representar com um halo de tamanho sem precedentes (c. 1620).
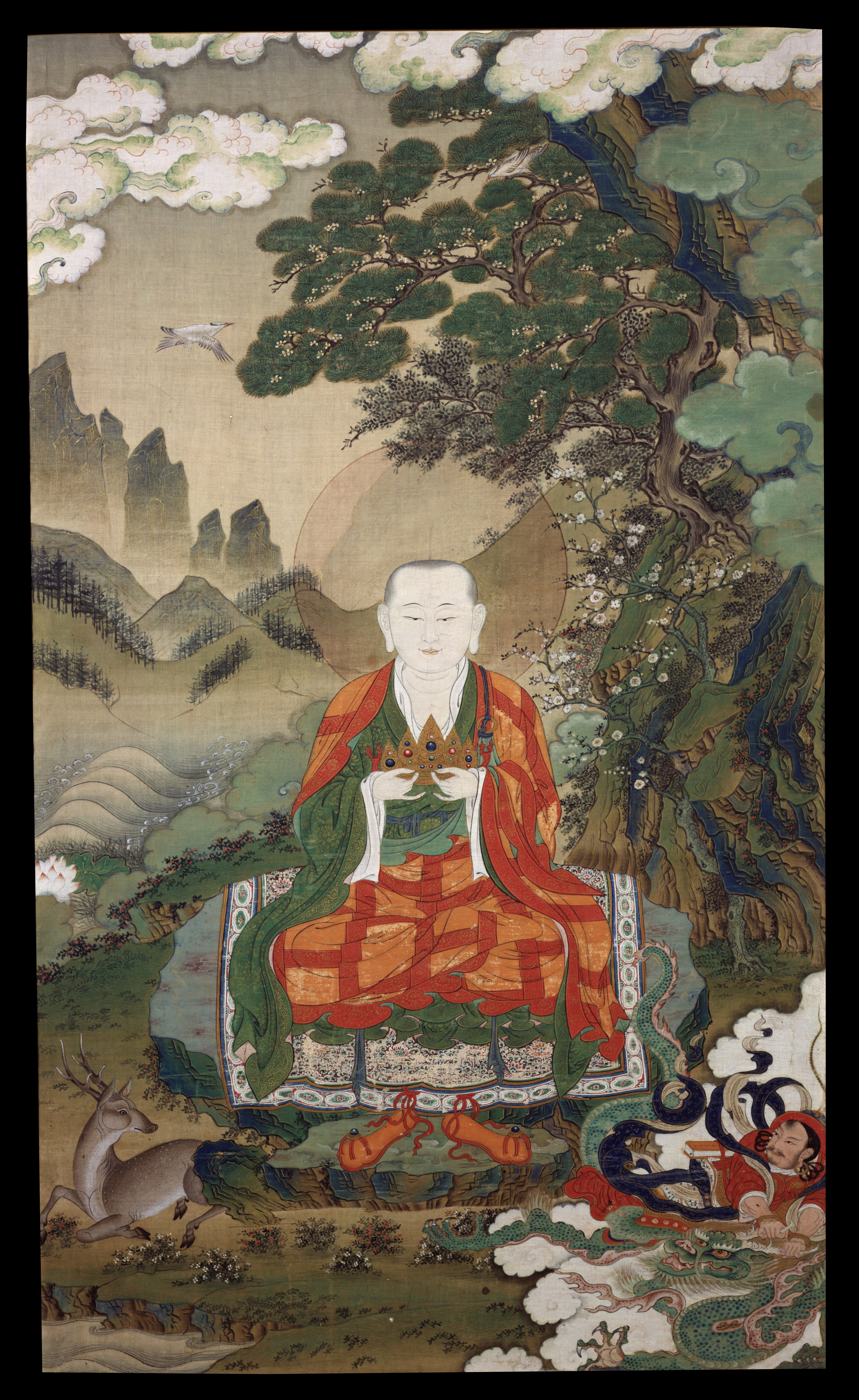
Pintura "thangka" tibetana de Ráula, o filho de Buda (século XVI).
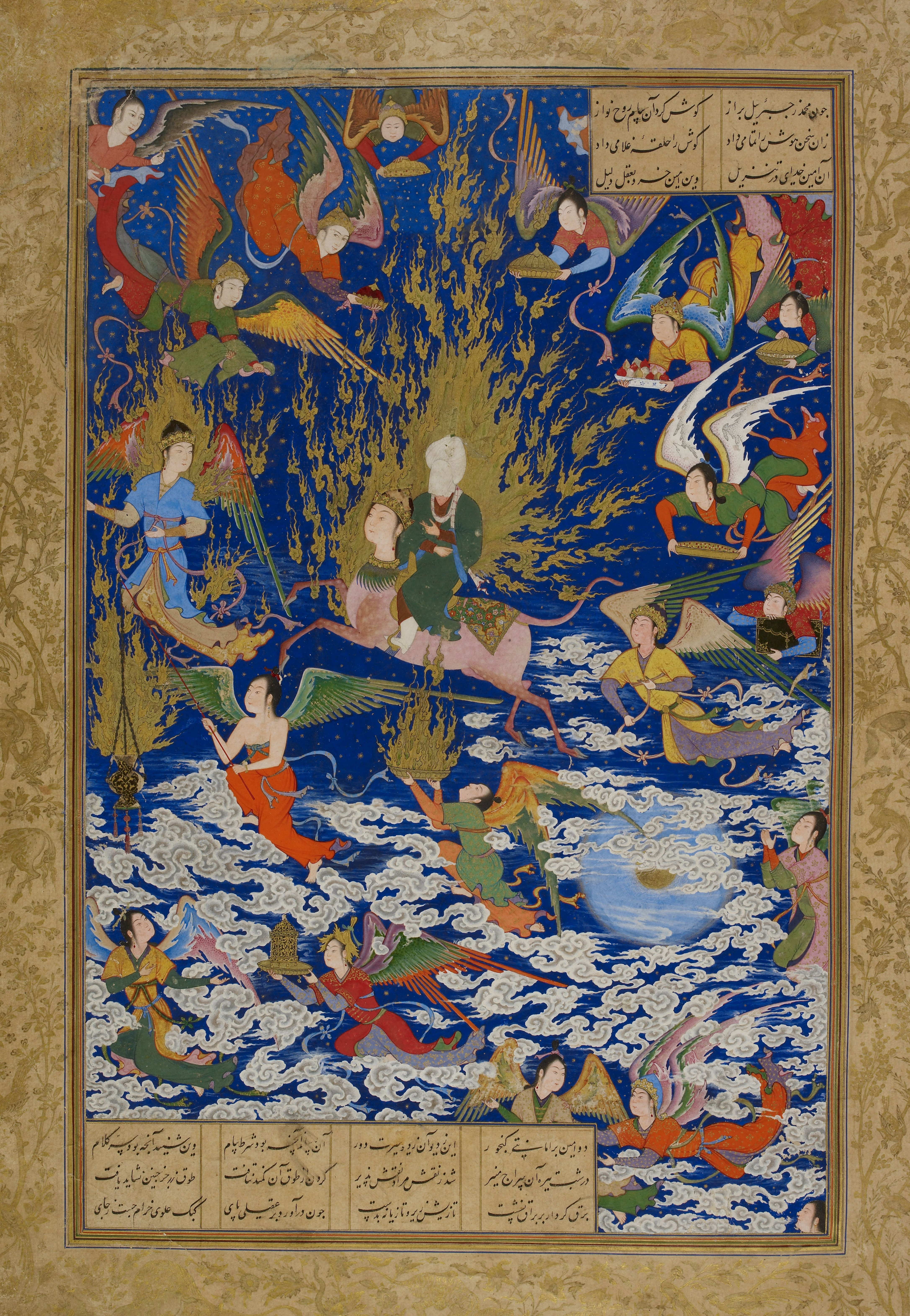
"Ascensão do Profeta Maomé ao Céu" (Isra e Miraj), iluminura islâmica que mostra as chamas à volta de Maomé e de Buraq, sua montaria.

## Arte romana
Na arte romana, o halo representa uma aura ou brilho de santidade que era convencionalmente desenhado circundando a cabeça. Ele apareceu pela primeira vez na Grécia e Roma provavelmente relacionado ao "hvarena" — "glória" ou "lustre" divino — zoroástrico que marcava os reis persas e podem ter sido importados juntamente com o mitraísmo. Embora a grande maioria das pinturas romanas tenha desaparecido (com exceção de alguns afrescos), algumas figuras com halo aparecem em mosaicos romanos. Em um pavimento em mosaico romano do século II, preservado em Bardo, a figura de Posidão com seu halo aparecem em sua carruagem puxada por cavalos-marinhos. Nesta imagem, os tritões e nereidas que o acompanham não receberam a mesma honraria.
Num outro pavimento do final do século II, de Tisdro, El Djem, Apolo Hélio é identificado por seu fulgurante halo. Outro mosaico de Apolo com um halo, de Hadrumeto, está em exibição num museu em Sousse, na Tunísia. As convenções desta representação, a cabeça inclinada, os lábios abertos, olhos grandes, cabelos cacheados caindo pelo pescoço, foram desenvolvidas no século III a.C. para retratar Alexandre, o Grande. Algum tempo depois que este mosaico foi realizado, o imperador começou a ser representado com um halo, inicialmente somente depois de mortos — e portanto deificados — e, depois, os vivos, um hábito que foi depois abandonado quando o cristianismo tornou-se a religião oficial de Roma. Nesta época, Cristo só aparecia com um halo quando estava no seu trono, como nas imagens de Cristo em Majestade.

## Arte cristã

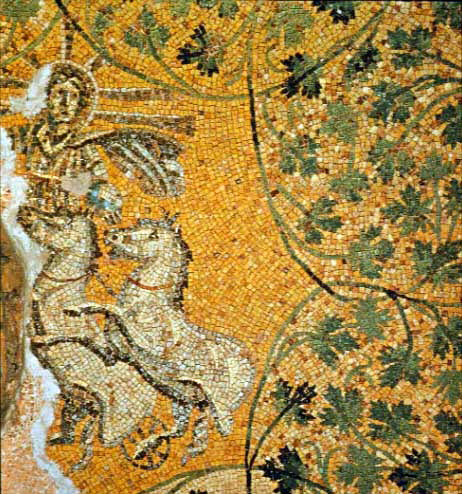
Um mosaico do início do século IV do Sol Invicto no "Mausoleu M" da necrópole anterior ao século IV embaixo da Basílica de São Pedro, interpretado por muitos como representando Jesus Cristo.

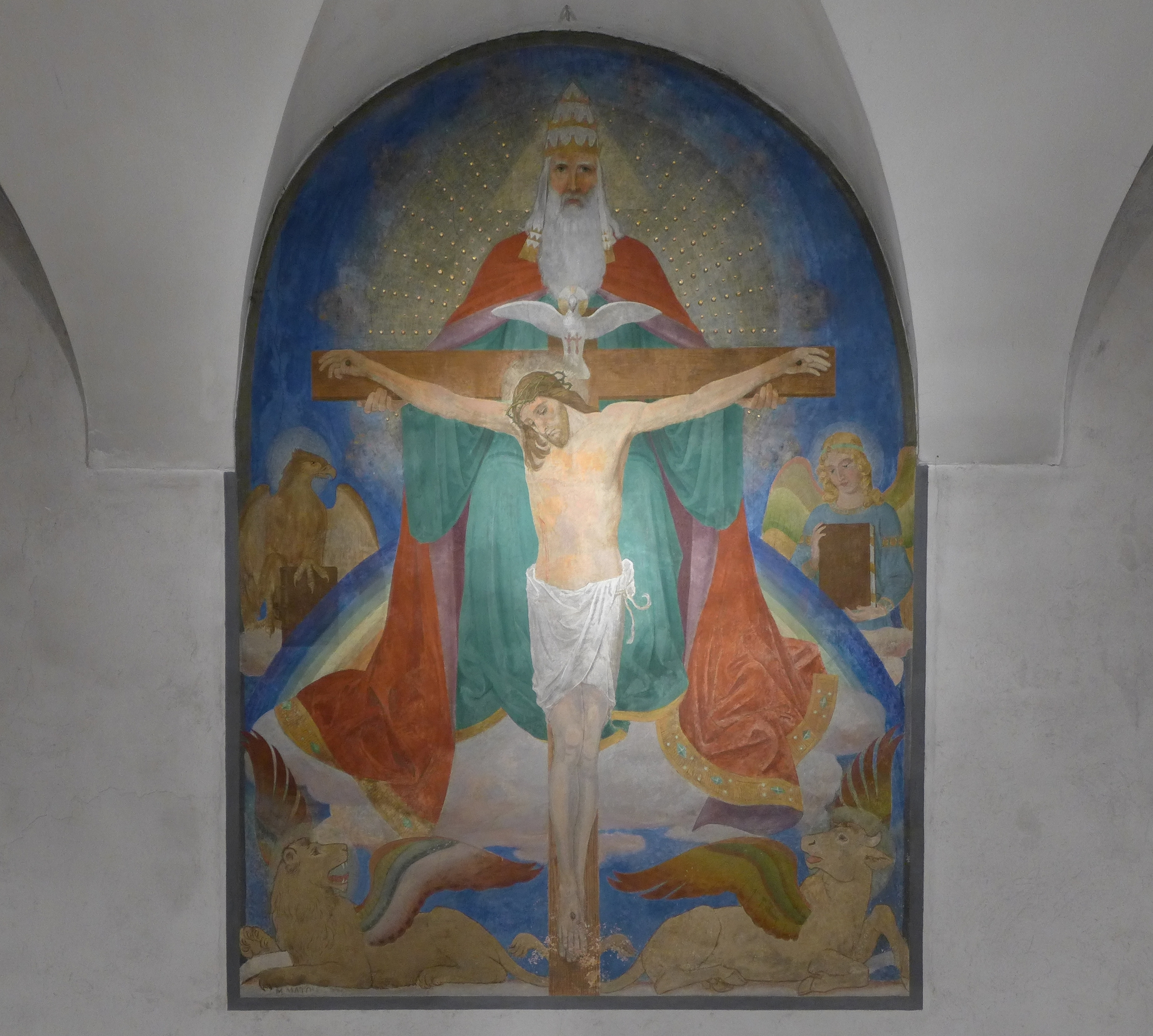
Santíssima Trindade com halos, inclusive o triangular em Deus Pai. Afresco na Basílica Seckau, em Murtal, na Áustria.

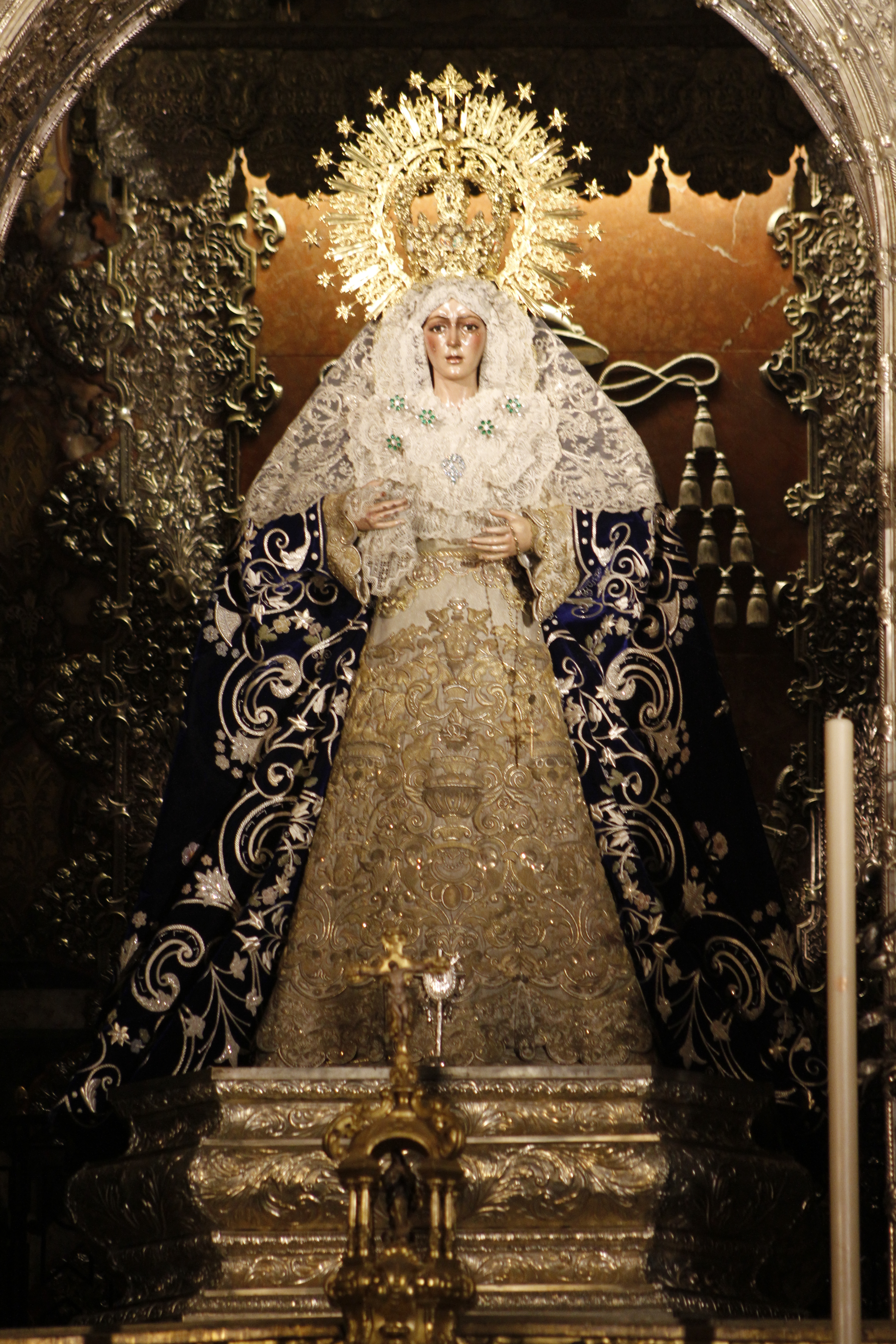
La Esperanza Macarena, na Catedral de Sevilha, com um halo radiante.

O halo foi incorporado à arte paleocristã em algum momento do século IV. Nas primeiras imagens icônicas de Cristo, apenas ele era identificado com um (juntamente com seu símbolo, o Cordeiro de Deus). Inicialmente, o halo era considerado por muitos como uma representação do Logos de Cristo, sua natureza divina, e, portanto, nas primeiras representações (antes de 500) de Cristo, as cenas anteriores ao seu Batismo por João Batista, ele tende a aparecer sem o halo, sendo um tema de debate teológico se seu Logos já estava consigo desde o nascimento (a visão ortodoxa) ou se foi adquirido apenas no Batismo (a visão da heresia adocionista). Nesta época, Jesus aparece também como uma criança ou um jovem nas cenas de batismo, embora estas sejam possivelmente representações hieráticas e não relacionadas à idade.

### Halo cruciforme
Um halo cruciforme, ou seja, o que apresenta uma cruz circunscrita ou se estendendo para fora da borda, é utilizado para representar uma das pessoas da Trindade, especialmente Jesus na arte medieval. Nas imagens bizantinas ou ortodoxas, dentro de cada um dos três braços visíveis da cruz no halo de Cristo está uma letra grega, "Ο", "Ω" e "Ν", que formam a palavra "ὁ ὢν" ("ho ōn"), que significa literalmente "O Que Existe", uma indicação da divindade de Jesus. Pelo menos imagens ortodoxas posteriores, cada um dos braços desta cruz é composto por três linhas, que simbolizam os dogmas da Trindade, a unicidade de Deus e as duas naturezas de Cristo. Nos mosaicos em Santa Maria Maggiore (432–40), o jovem Cristo traz uma cruz de  quatro braços ou no alto da cabeça, ainda dentro do nimbo, ou acima deste, mas esta é uma representação rara. Nestes mesmos mosaicos, os anjos que o acompanham tem halos (assim como o rei Herodes, uma continuação da tradição imperial), mas não Maria e nem José. Ocasionalmente, outras figuras também aparecem com halos cruciformes, como as sete pombas que representam os sete dons do Espírito Santo na "Árvore de Jessé" do Codex Vyssegradensis (séc. XI), uma imagem na qual Jessé e Isaías também tem halos, assim como os ancestrais de Cristo em outras iluminuras.

### Halo triangular
Posteriormente, o halo triangular passou a ser dado para Deus Pai, uma representação da Trindade. Os relevos do século XV de Jacopo della Quercia no portal de San Petronio, em Bolonha, são excelentes exemplos antigos deste tipo de halo, que é muito raro na França, mas bastante comum na Itália e na Grécia. Quando Deus Pai aparece apenas na forma de uma mão emergindo das nuvens, ela ocasionalmente recebe também um halo.

### Halo redondo
Halos redondos simples são tipicamente utilizados para os santos, a Virgem Maria, os profetas do Antigo Testamento, anjos, os símbolos dos quatro Evangelistas e algumas outras figuras. Imperadores e imperatrizes bizantinos geralmente aparecem com um halo em composições juntamente com santos ou Cristo, mas os seus são apenas delineados. Este costume foi depois copiado pelos otonianos e pelos imperadores russos. Figuras do Antigo Testamento foram perdendo seus halos no ocidente conforme avançava a Idade Média. Podem ser em formato de disco, flutuando sobre a cabeça; simples, como um círculo cheio à volta da cabeça; ou de anel, transparente com apenas uma linha demarcando a borda do halo.

### Halo radiante
Pessoas beatificadas, ainda não canonizadas como santos, ocasionalmente foram representadas na arte italiana medieval com raios lineares irradiando da cabeça, mas sem a borda circular do nimbo definida; posteriormente, esta tornou-se uma forma menos incômoda de halo que podia ser utilizada para todas as figuras, uma distinção observada, por exemplo, na obra "Cristo Glorificado na Corte Celeste" (1423-4), de Fra Angelico, na National Gallery de Londres, na qual apenas os beatificados pintados perto das beiradas tem halos radiantes.

### Halo quadrado
Halos quadrados foram, por vezes, utilizados por pessoas ainda vivas em retratos de doador entre 500 e 1100 na Itália. O papa Gregório Magno se fez representar utilizando um segundo o autor, do século IX, de sua hagiografia (Vita), João, o Diácono de Roma. Segundo João, "circa verticem tabulae similitudinem, quod viventis insigne est, preferens, non-coronam" ("usando à volta da cabeça a imagem de um quadrado, que é o sinal de uma pessoa viva e não uma coroa"). O diácono de Roma não sabia que da tradição oriental de representar o imperador com um halo. Exemplos sobreviventes são raros e parecem ter rareado ainda mais com o tempo. O bispo Ecclesius claramente aparece com um em fotos antigas dos mosaicos na Basílica de São Vital, em Ravena, mas aparentemente eles foram removidos em restaurações mais recentes. Outros exemplos são o papa Adriano I num mural que antigamente ficava em Santa Prassede (Roma), as figuras dos doadores na igreja do Mosteiro de Santa Catarina, uma figura que pode ser Moisés na Sinagoga de Dura Europo (onde nenhuma figura tem o halo redondo).

### Outros
Personificações das Virtudes às vezes recebiam halos hexagonais, como no caso dos afrescos da oficina de Giotto na basílica inferior em Assis. Halos em formato de concha, por vezes formado apenas por barras radiantes, aparecem em manuscritos da carolíngia "Escola Ada", como nos "Evangelhos de Ada".
Quando a imagem radiante incorpora o corpo todo, o halo é chamado de "auréola" ou "glória". O brilho irradia à toda volta do corpo, geralmente de Cristo ou Maria, ocasionalmente de santos (especialmente aqueles que foram vistos brilhando). Este tipo de auréola é também chamada de "mandorla" ("formato de amêndoa"), especialmente quando aparece na imagem de "Cristo em Majestade", que pode também ter um halo sobre a cabeça. Em representações da transfiguração, geralmente se encontra um formato mais complicado, especialmente na tradição ortodoxa, como no famoso ícone do século XV abrigado na Galeria Tretyakov em Moscou.
Quando ouro é utilizado como fundo em iluminuras, mosaicos e pinturas, o halo é geralmente formado por linhas de texto folheadas e pode estar decorado com padrões repetitivos no interior da borda exterior, o que o torna bem menos proeminente. A folha de ouro dentro do halo pode também ser também polida em padrões circulares para produzir o efeito de luz irradiando a partir da cabeça da figura. Nos primeiros anos de seu uso, o halo cristão podia ser de várias cores (com o preto reservado para Judas, Satã e outras figuras malignas) ou multicolorido; posteriormente, o ouro tornou-se o padrão e, se o fundo inteiro do halo não for dourado, o próprio halo geralmente será.

### Declínio do halo

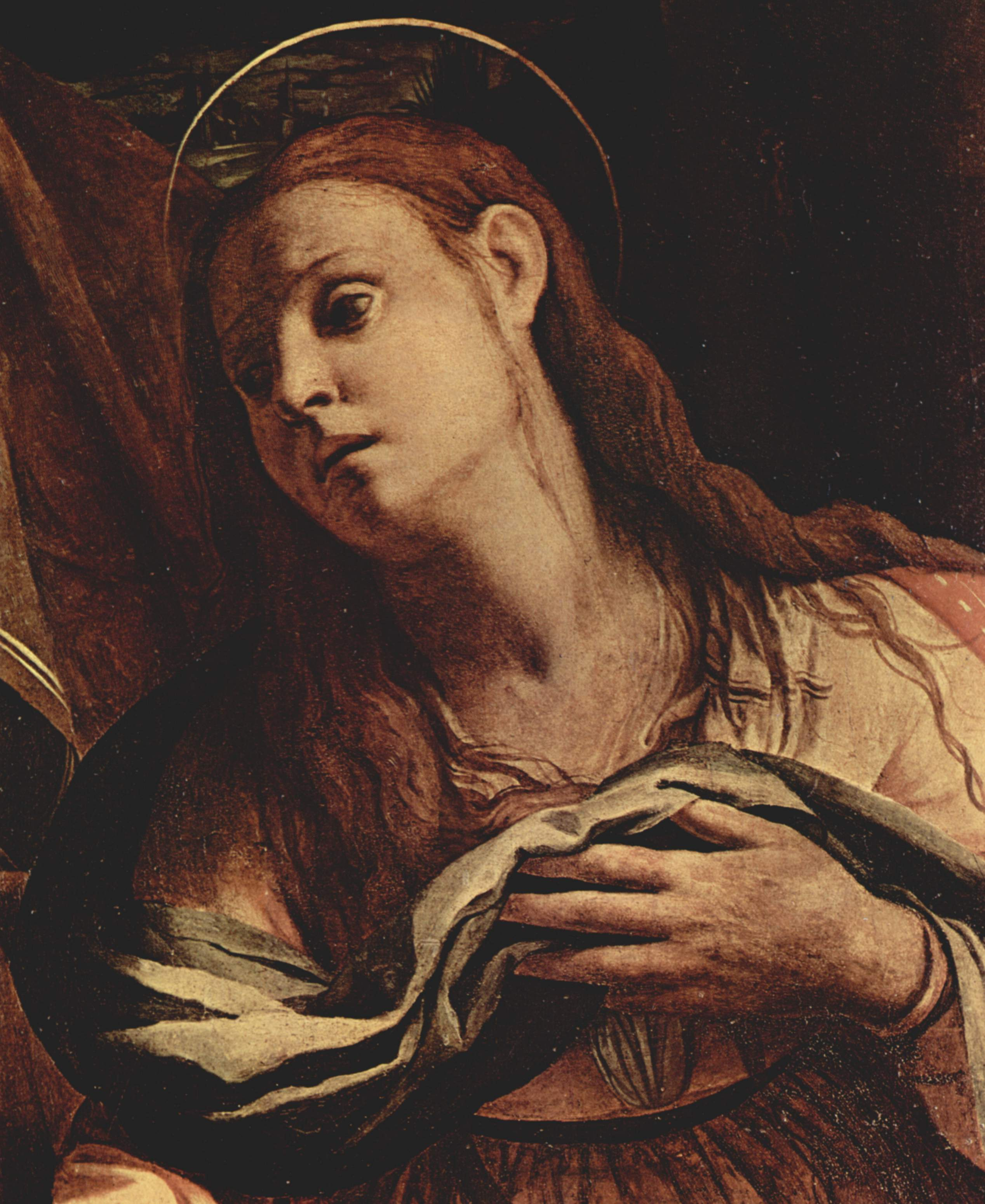
"Lamentação de Cristo", de Bronzino. Detalhe de Maria Madalena com um halo anelar muito simples, bastante comum na fase final de utilização dos halos.

Com o crescente realismo na pintura, o halo passou a ser um problema para os artistas. Quando eles ainda utilizavam as antigas fórmulas composicionais, adequadas para acomodar os halos, os problemas eram gerenciáveis, mas, conforme os artistas ocidentais buscavam mais flexibilidade na composição, este deixou de ser caso. Nas esculturas autossustentadas, o halo já era mostrado como um disco plano acima ou atrás da cabeça. Quando a perspectiva passou a ser considerada essencial, os pintores também mudaram o halo, de uma aura rodeando a cabeça e sempre representada como se vista de frente, para um disco plano dourado ou um anel em perspectiva flutuando sobre a cabeça dos santos ou verticalmente atrás deles, muitas vezes transparente. Este modelo pode ser visto primeiro em Giotto, que ainda representa Cristo com o halo cruciforme, que começou a desaparecer nesta época. No norte da Europa, o halo radiante, feito de raios como os do sol, entrou na moda na pintura francesa por volta do final do século XIV.
No início do século XV, Jan van Eyck e Robert Campin abandonaram completamente o uso de halos, embora alguns artistas do flamengo primitivo ainda os utilizassem. Na Itália, na mesma época, Pisanello os utilizava se eles não atrapalhassem os enormes chapéus que ele gostava de pintar. De maneira geral, os halos duraram mais tempo na Itália, embora geralmente já reduzidos a uma fina linha dourada representando a margem exterior do nimbo, comum, por exemplo, na obra de Giovanni Bellini. Cristo começou a ser representado com um halo redondo simples.
Fra Angelico, um monge, era conservador no assunto dos halos e algumas de suas pinturas demonstram claramente os problemas provocados por eles, como no caso de suas composições com mais personagens, nas quais os halos aparecem como discos sólidos de ouro no mesmo plano da superfície da pintura, o que dificulta o trabalho de evitar que eles obscurecessem outras. Ao mesmo tempo, os halos eram úteis para distinguir as figuras principais da massa de uma multidão. A "Lamentação de Cristo", de Giotto, na Capela Scrovegni, tem oito figuras com halos e dez sem, o que informa ao espectador que estas não devem ser pessoas identificáveis e sim parte da "multidão". Da mesma forma, um "Batismo de Cristo", de Perugino, em Viena, não coloca halos nem em Cristo e nem em João Batista, mas um santo no fundo, geralmente ausente nesta cena, tem um halo simples para denotar sua importância (ou sua identidade).
No Alto Renascimento, até mesmo os pintores italianos passaram a dispensar os halos, mas na reação da Igreja, que culminou nos decretos sobre as imagens do Concílio de Trento (1563), seu uso passou a ser considerado obrigatório por escritores clérigos que versavam sobre a arte religiosa, como Molanus e São Carlos Borromeo. As figuras passaram a ser colocadas onde a luz natural ajudaria a destacar sua cabeça na composição ou uma mais discreta tremulação quase-naturalística ou luz brilhante era pintada à volta da cabeça de Cristo e de outras figuras (uma técnica utilizada por Ticiano, que pode tê-la inventado). As águas-fortes de Rembrandt, por exemplo, mostram uma variedade de soluções, inclusive casos onde halo nenhum foi representado. O halo circular foi raramento utilizado para representar figuras da mitologia clássica no Renascimento, embora ele de fato apareça em algumas obras, na forma clássica radiante, na arte maneirista e barroca.
Já no século XIX, os halos se tornaram muito raros na arte mainstream ocidental, embora seja ainda bastante comum em ícones e em imagens populares, geralmente com um efeito medievalizante. Quando John Millais pintou seu "Santo Estêvão" (1895), realista em tudo, um halo anelar, foi uma surpresa. Na cultura visual popular, um simples halo em forma de anel se tornou a representação mais comum de um halo pelo menos a partir do século XIX.

## Importância espiritual no cristianismo
Os primeiros Padres da Igreja gastaram muita energia retórica em concepções de Deus como fonte de luz; entre outras coisas, isto se deu por que "nas controvérsias do século IV sobre a consubstancialidade do Pai e do Filho, a relação entre o raio de luz e a fonte de luz era o exemplo mais palpável da emanação e das formas distintas de uma substância comum" — conceitos básicos do pensamento teológico da época.
Na teologia da Igreja Ortodoxa, um ícone é uma "janela para o céu" através da qual Cristo e os santos no céu podem ser vistos e contatados. O fundo dourado do ícone indica justamente este céu. O halo é o símbolo da Luz Não-Criada (em grego: Ἄκτιστον Φῶς) ou da graça de Deus brilhando através dele. Pseudo-Dionísio, em sua "Hierarquias Celestes", fala de anjos e santos sendo iluminados pela graça de Deus e, por sua vez, iluminando outros.

## Galeria - Arte cristã

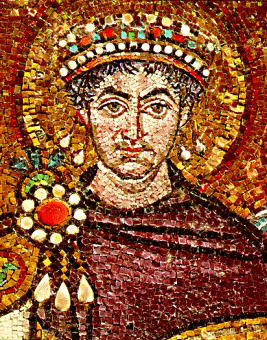
O imperador Justiniano (e a imperatriz Teodora) tem halos nos mosaicos da Basílica de São Vital, em Ravena.
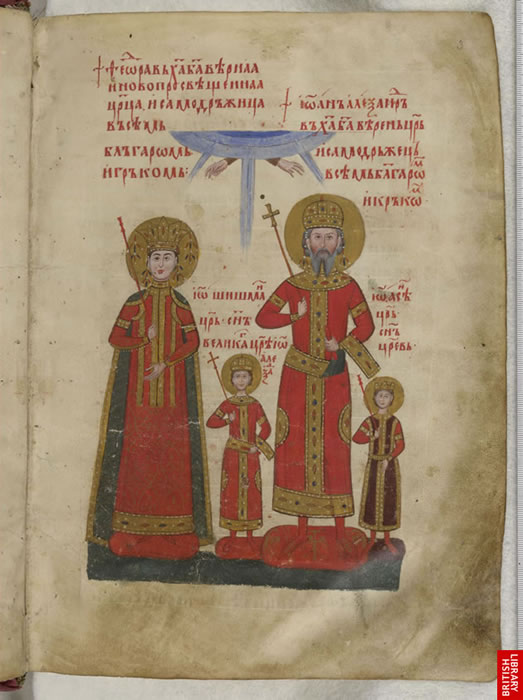
"Tetraevangelia de João Alexandre" (1355-6), do tsar João Alexandre da Bulgária, mostra todos os membros da família tem halos.
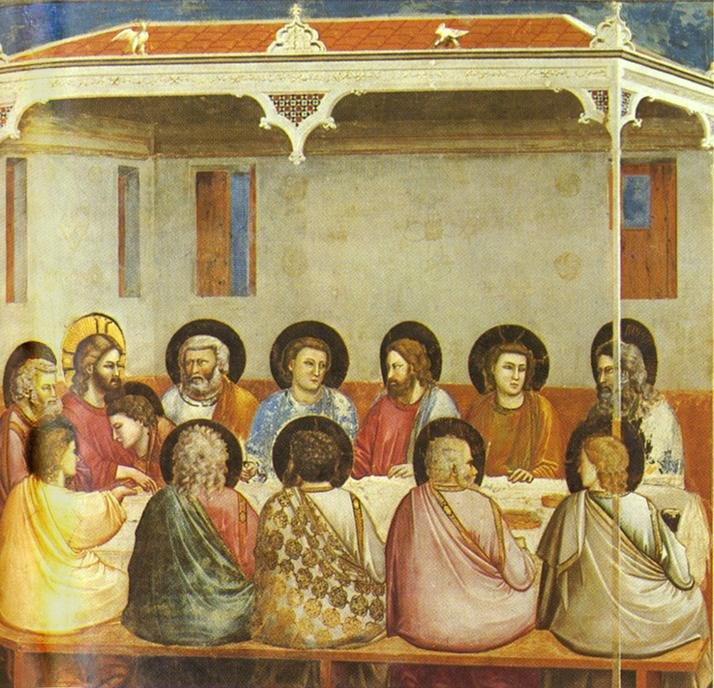
"Última Ceia", de Giotto na Capela Scrovegni (1305), com halos em perspectiva plana; a visão por trás provoca dificuldades e o halo de João teve que ser diminuído.
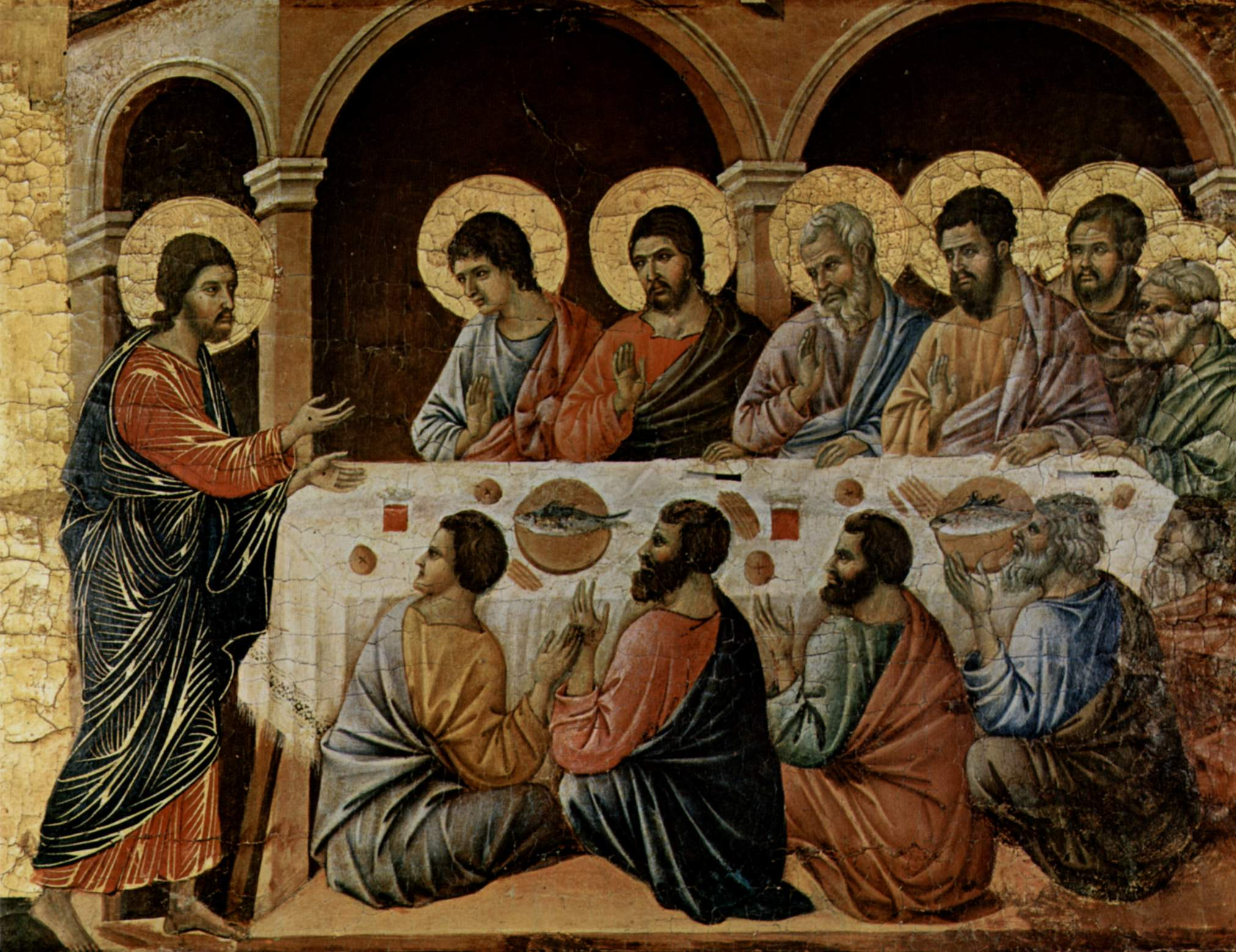
"Cristo ressuscitado aparecendo aos Onze" (Lucas 24:36–49), da Maestà de Duccio. Cristo tem um halo simples; os apóstolos só os tem quando o halo não atrapalha seriamente a composição.
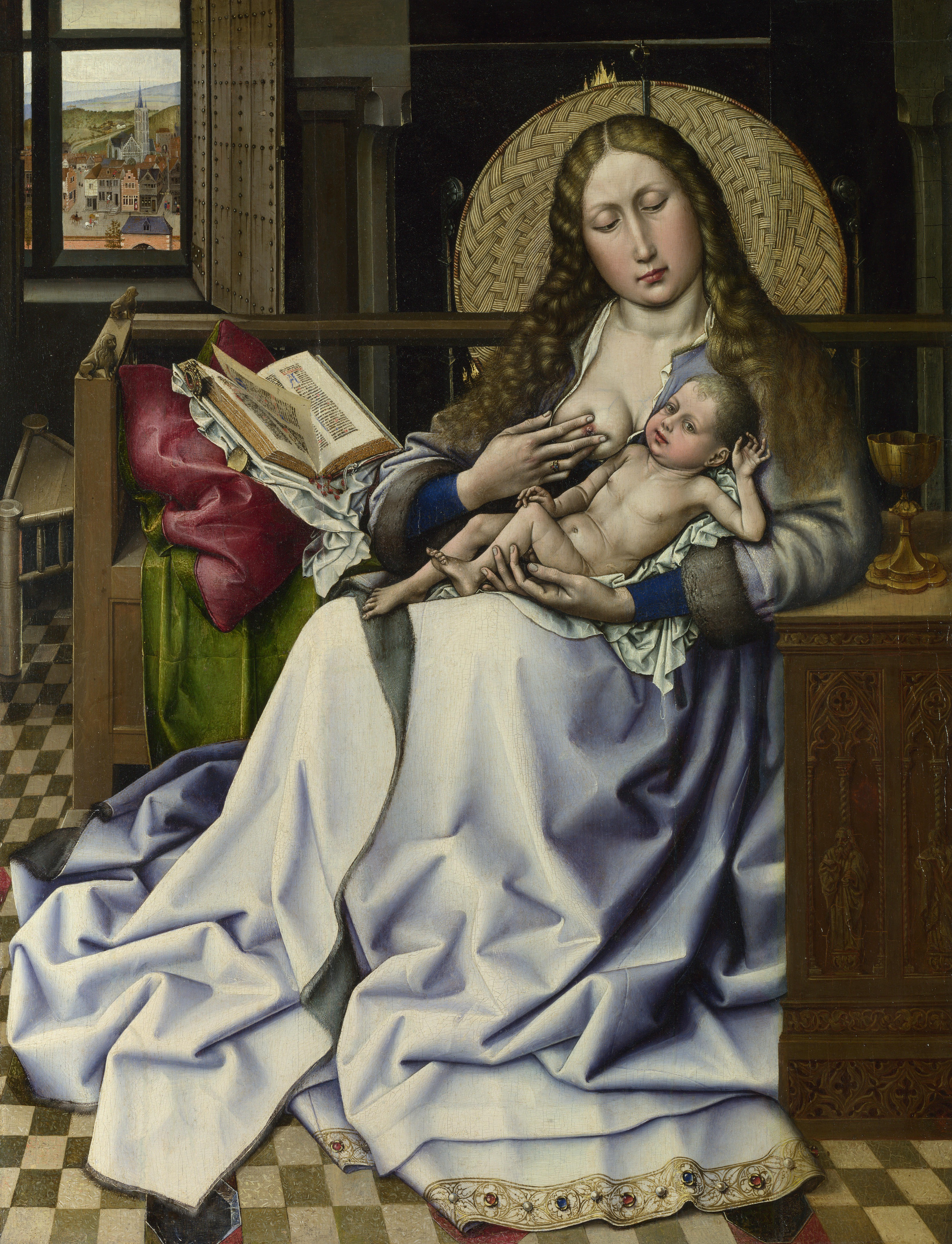
"Madona com o Menino" (antes de 1430), pintura flamenga primitiva. Uma cena religiosa na qual os objetos, num cenário doméstico realista, também estão carregados de simbolismo. O biombo da lareira serve de halo.
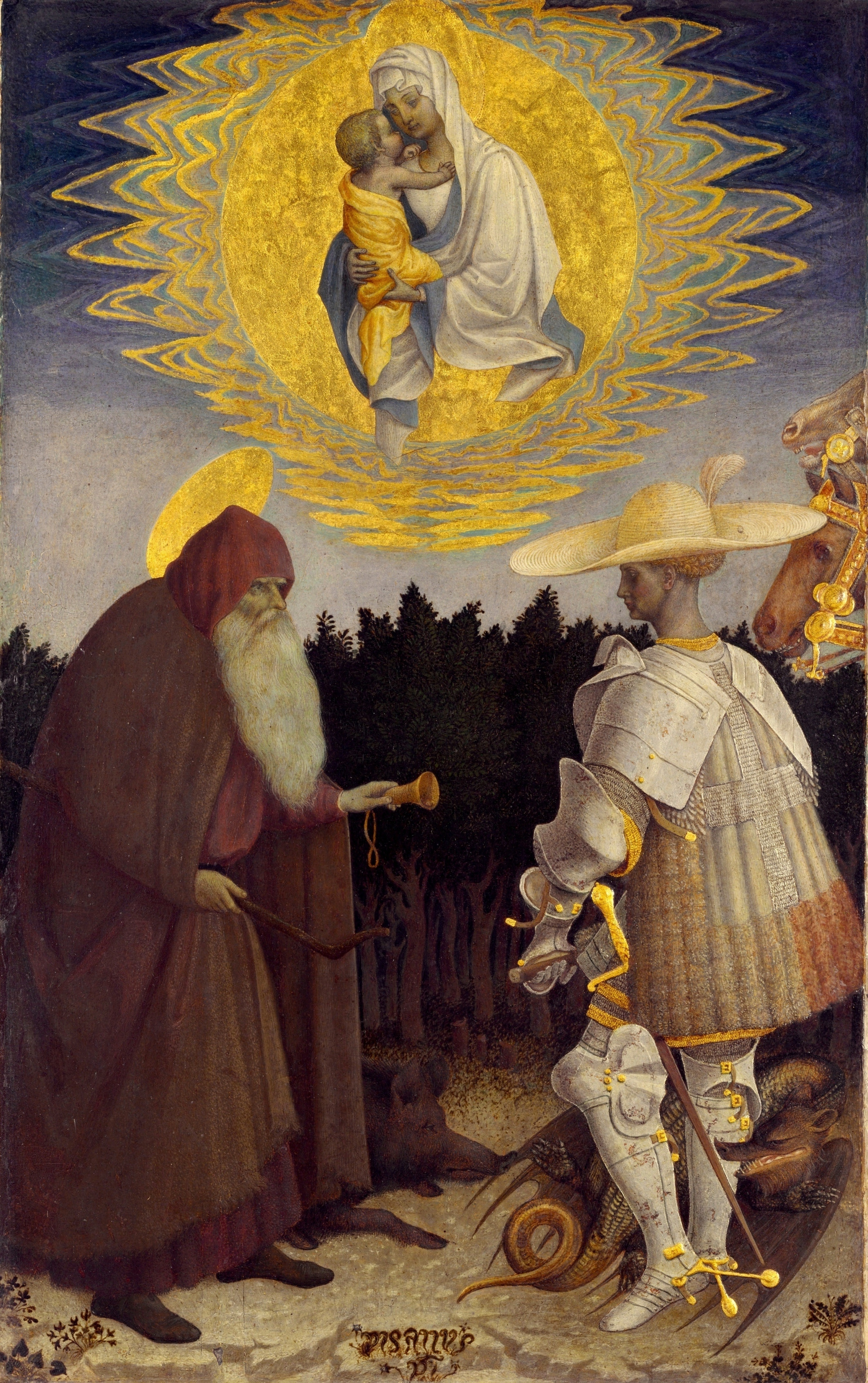
Maria flutua acima em uma enorme auréola; Santo Antônio tem um halo em disco em perspectiva, mas São Jorge não tem halo, pois ele atrapalharia o elaborado chapéu. Por Pisanello (década de 1430).
Fra Angelico (1450); o halo de Maria está em perspectiva e o de José, não. Jesus ainda tem o halo cruciforme.
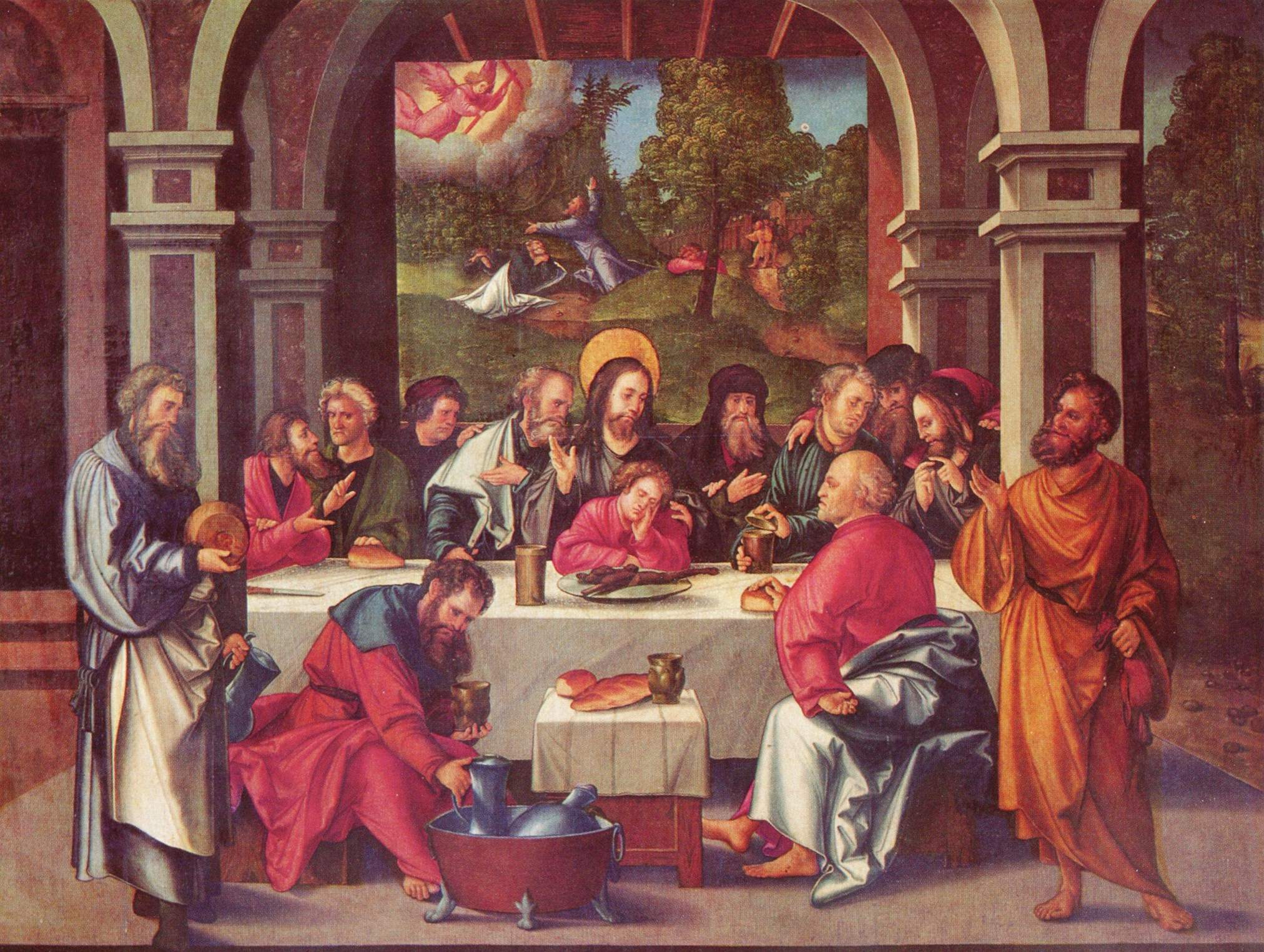
O luterano Hans Leonhard Schäufelein mostra apenas Cristo com um halo em sua "Última Ceia", de 1515.
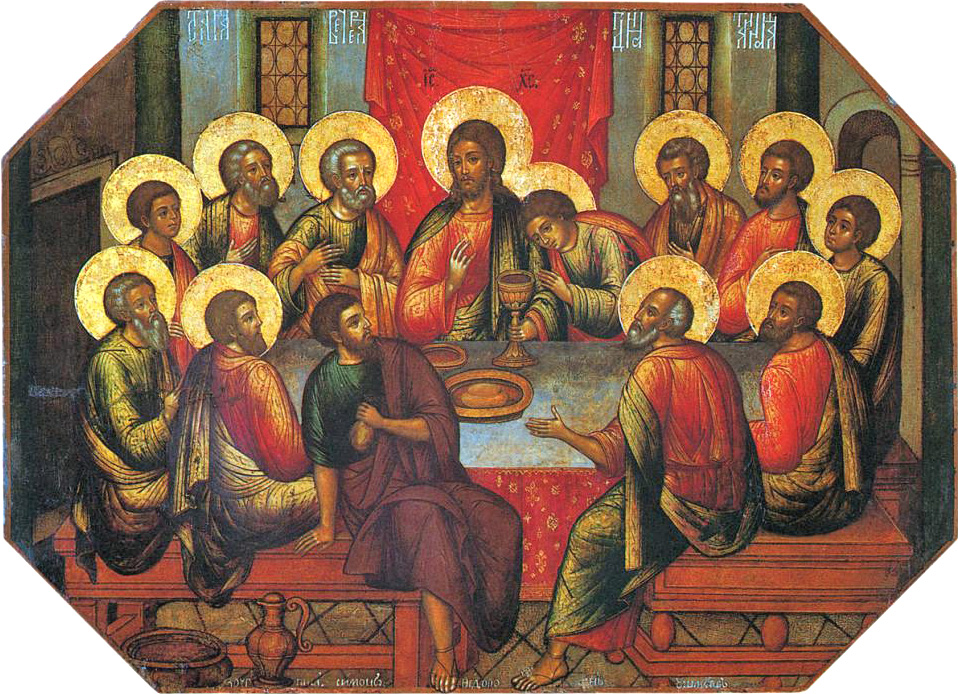
No ícone de Simon Ushakov da "Última Ceia" (1685), onze dos doze apóstolos tem halos: apenas Judas Iscariotes não tem.
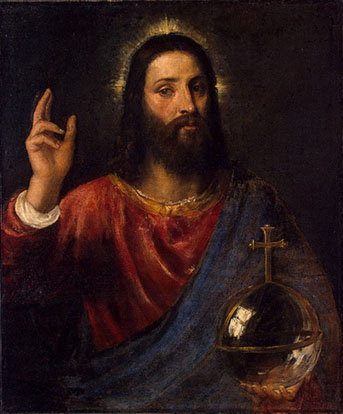
"Salvator Mundi" (1570), de Ticiano. A partir do final do Renascimento, uma forma mais "naturalística" de halo entrou na moda.
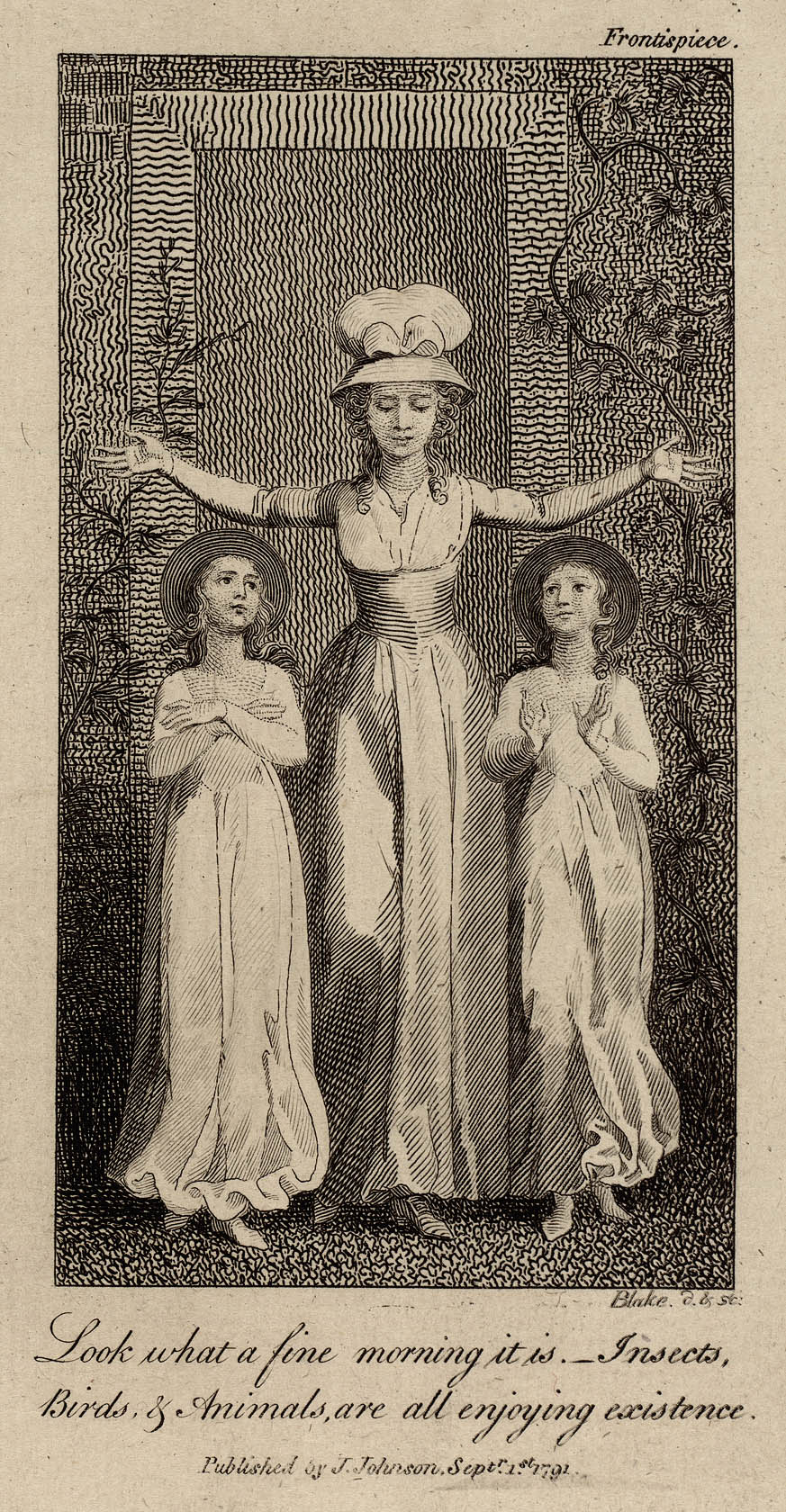
William Blake usa os chapéus das duas garotas para sugerir halos nesta capa para as "Histórias Originais da Vida Real", de Mary Wollstonecraft (1791).
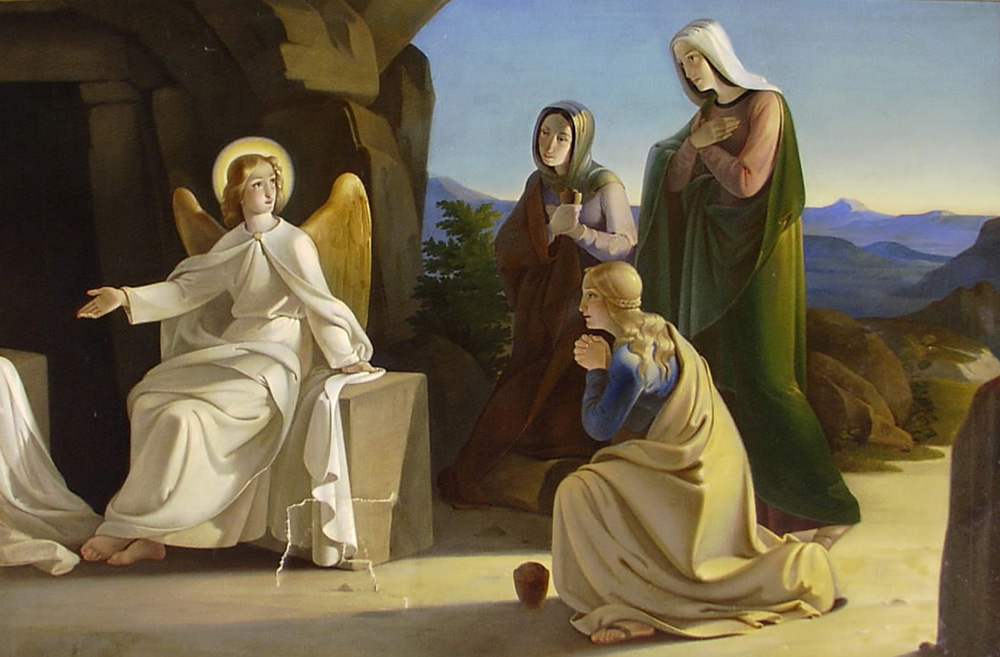
Julius Schnorr von Carolsfeld era membro do Movimento Nazareno, inspirado na arte medieval. Porém, em "As Três Marias no Túmulo" (1835), apenas o anjo tem um halo.

## Origem e utilização dos diversos termos

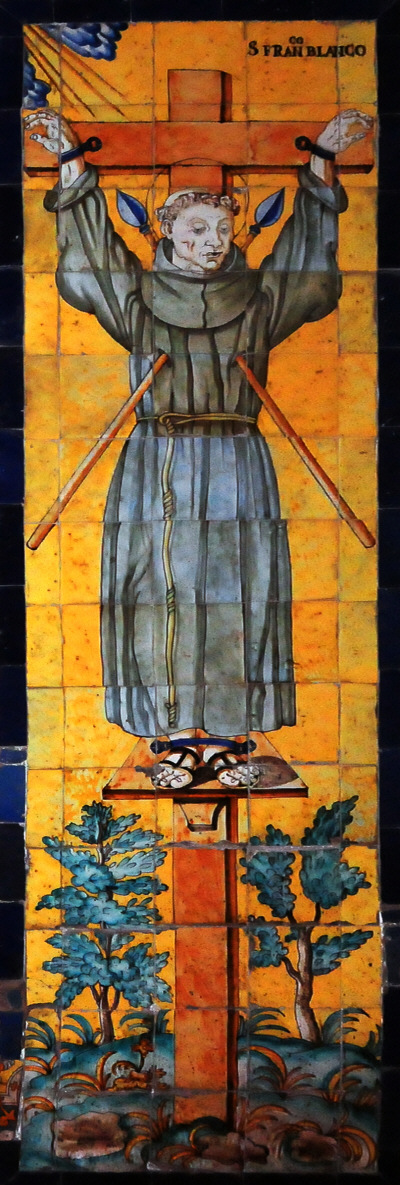
São Francisco Branco, um dos "26 mártires do Japão", em azulejos em Lima, Peru. O halo é bastante discreto, o modelo mais comum no século XX.

"Nimbus" significa "nuvem" em latim e é utilizado para denominar "um disco brilhante ou dourado circundado a cabeça". O plural é "nimbi". "Auréola", do latim para "dourado", é praticamente um sinônimo de halo e significa geralmente a coroa dourada reservada para os mártires. Já o termo "mandorla" significa inequivocamente um halo de corpo inteiro e não pode ser utilizado como sinônimo do disco circular à volta da cabeça. Porém, na arte cristã, o termo, que é a palavra italiana para "amêndoa" é geralmente reservado para o formato conhecido como vesica piscis. Na discussão sobre a arte asiática, o termo é utilizado de forma mais livre, abrangendo qualquer formato.